# CV-133
La CV-133 (Alcalá de Chivert - Cuevas de Vinromá, en valenciano y oficialmente Alcalà de Xivert - Les Coves de Vinromà) es una carretera valenciana que conecta dichos municipios atravesando la sierra del litoral de la provincia de Castellón.
- Datos: Q8254156